# 弗雷斯内尼亚
弗雷斯内尼亚（西班牙語：Fresneña）是西班牙卡斯蒂利亚-莱昂布尔戈斯省的一个市镇。总面积14平方公里，总人口111人（2001年），人口密度8人/平方公里。